# 愛知機関区
愛知機関区（あいちきかんく）は、愛知県稲沢市下津町にある日本貨物鉄道（JR貨物）の機関区である。東海道本線の清洲駅 - 稲沢駅間に隣接する。JR貨物の電気機関車、ディーゼル機関車、貨車、内燃機関の検査修繕業務を行う。

## 歴史
- 1994年（平成6年）5月2日 - 稲沢機関区と稲沢貨車区を改組の上、車両配置区として愛知機関区が分離発足[4]。
- 1995年（平成7年）9月 - 紀勢本線紀伊佐野駅からの紙輸送終了により、同線での運用を鵜殿駅以北に短縮[5][6]。高山本線飛騨一ノ宮駅・上枝駅発着の貨物列車運行終了により、同線での運用を岐阜駅 - 坂祝駅間に短縮[7][8][9]。
- 1996年（平成8年）3月 - EF65形電気機関車が、高崎機関区・岡山機関区へ全機転出[10]。浜松地区でのDE10形ディーゼル機関車の運用を開始し、JR東海から運用を移管[11]。
- 1997年（平成9年）7月 - 静岡地区でのDE10形ディーゼル機関車の運用を開始し、JR東海から運用を移管[10]。
- 2007年（平成19年）3月 - 高山本線坂祝駅へのセメント輸送終了により、同線での運用を終了[9]。
- 2010年（平成22年）3月 - 高崎機関区・岡山機関区からEF64形電気機関車が転入し、JR貨物における同形式の集中配置区となる[12]。伯備線方面については、当区配置機を岡山機関区に常駐させて運用する体制となる[12]。
- 2013年（平成25年）3月 - 紀勢本線鵜殿駅からの紙輸送終了[13][14]により、同線での定期運用を終了。
- 2015年（平成27年）
  - 3月 - 山陰本線米子駅の貨物取扱機能の伯耆大山駅への移転・統合により、EF64形電気機関車の岡山機関区常駐運用を伯耆大山駅以南に短縮[15]。
  - 4月 - 名古屋車両所での内燃機関検修業務を当区に移管し、愛知機関区稲沢派出が発足[16]。
- 2016年（平成28年） - DF200形ディーゼル機関車200番台の転入が始まる。
- 2018年（平成30年）
  - 2月 - DF200形200番台の運用を開始[17]。
  - 4月 - DD200形ディーゼル機関車901号機が転入[18]。翌年から量産機も配置。
- 2021年（令和3年）3月 - DD51形ディーゼル機関車の運用を終了[19]。

## 構内設備
敷地の中ほどには、有効長4両の検修庫が6線あり、交番検査・台車検査・重要部検査が施工される。西側より、貨車用の1・2番線、電気機関車・ディーゼル機関車を在姿状態で検査する3・4番線、リフティングジャッキを備えた5・6番線となっている。
敷地北側には、3線を備える仕業庫があり、電気機関車やディーゼル機関車の仕業検査を行っている。敷地南側には、転削庫を2線備えている。
稲沢派出は、敷地中ほどの検修庫の北東、稲沢線上り線の外側の用地（稲沢駅貨物取扱所跡）に設置されている。重要部検査・全般検査の際に機関車から取り外されたディーゼルエンジンが機関区・車両所から搬入され、整備を行う。
主な業務は、自区所属の電気機関車については仕業検査・交番検査・台車検査（重要部検査）および臨時修繕を担当するほか、各種貨車や内燃機関の検修を行っている。

## 所属車両の車体に記される略号
「愛」・・・愛知を意味する「愛」から構成される。

## 所属車両
2024年（令和6年）3月現在。

### 電気機関車
EF64形
1000番台23両（1020 - 1028・1033 - 1039・1042 - 1047・1049号機）が所属している。
- 中央本線、篠ノ井線、山陽本線、伯備線にて運用されている。
- 2010年3月13日のダイヤ改正以降、高崎機関区や岡山機関区に配置されていたEF64形を全機当区へ転属させ、JR貨物に在籍する全てのEF64形が当区に配置となっている[26]。

### ディーゼル機関車
DE10形
1500番台1両（1557）が所属している。
- 2024年3月のダイヤ改正後は岡山機関区に貸し出されており、当区での運用はない[25]。
- 過去には、日本車輌からの甲種輸送も担当していた。また、2019年（平成31年）3月のダイヤ改正以前は西浜松駅に常駐していた車両が日本車輌の甲種輸送を行っていたが、同月のダイヤ改正で西浜松駅での入換作業は担当しなくなり、日本車輌からの甲種輸送の際は、甲種輸送がある前日に当機関区がある稲沢駅から単機回送されるようになっていた。

DF200形
200番台8両（201・205 - 207・216・220・222・223号機）が所属している。
- 五稜郭機関区所属の100番台を改造した200番台を導入し、DD51形をすべて置き換えた。
- 主に関西本線（名古屋 - 四日市間）で運用されている。

DD200形
900番台1両、0番台25両の計26両（901・1 - 25号機）が所属している。
- 入換作業と貨物輸送の双方で運用可能な形式であり、DE10形及びDD51形の後継機にあたる。
- 愛知機関区所属であるが、東北地区から九州地区まで幅広い運用区間を保有している。運用区間は以下の通り。
  - 東北本線・石巻線・仙石線：仙台貨物ターミナル - 小牛田 - 石巻 - 石巻港・盛岡貨物ターミナル駅常駐入換[27]
  - 信越本線：焼島 - 新潟貨物ターミナル
  - 鶴見線：浜川崎 - 安善
  - 新湊線・氷見線：高岡貨物 - 高岡
  - あいの風とやま鉄道線：高岡 - 富山貨物
  - 高山本線：速星 - 富山
  - 東海道本線・名古屋港線：稲沢 - 名古屋 - 名古屋港
  - 関西本線：名古屋 - 四日市
  - 山陽本線・鹿児島本線：北九州貨物ターミナル - 西小倉
  - また、故障車両救援のためえちごトキめき鉄道線・糸魚川までの入線実績がある。
- 甲種輸送の牽引にも充当しており、従来のDE10形による運用を順次置き換えている。運用区間は以下の通り。
  - 総合車両製作所：逗子 - 長津田
  - 川崎車両：車両工場 - 兵庫 - 吹田貨物ターミナル

### 過去の所属車両
DD51形
運用終了時点では、1000番台1両、800番台5両の計6両（1028・825・857・1801・1802・1804号機）が所属していた。
- 主に関西本線の貨物列車で運用され、以前は高山本線、紀勢本線、伊勢鉄道伊勢線でも運用されていた。2021年（令和3年）3月のダイヤ改正をもって全車両の運用が終了した。

## 支区・派出
機関車のエンジンの検修を行う前述の稲沢派出の他、貨車の検修基地として、四日市駅構内に四日市支区を、名古屋貨物ターミナル駅構内に名古屋貨物ターミナル派出を、東港駅構内に東港派出をそれぞれ設置している。四日市支区・東港派出の検修業務は名古屋臨海鉄道に委託されており、四日市支区には同社の事業所も設置されている。